# شهرستان یونگفنگ
شهرستان یونگفنگ (به لاتین: Yongfeng County) یک شهرستان‌های جمهوری خلق چین در چین است که در ژی ان واقع شده‌است.